# Kremlin Cup 1998
La Kremlin Cup 1998 è stato un torneo di tennis giocato sul sintetico indoor. È stata la 9ª edizione del torneo maschile che fa parte della categoria International Series nell'ambito dell'ATP Tour 1998 e la terza del torneo femminile che fa parte della categoria Tier I nell'ambito del WTA Tour 1998. Il torneo si è giocato allo Stadio Olimpico di Mosca in Russia, quello maschile dal 9 al 15 novembre, quello femminile dal 20 al 25 ottobre 1998.

## Campioni

### Singolare maschile
Evgenij Kafel'nikov ha battuto in finale  Goran Ivanišević con il punteggio di 7–6(2), 7–6(5).

### Singolare femminile
Mary Pierce ha battuto in finale  Monica Seles con il punteggio di 7–6, 6–3.

### Doppio maschile
Jared Palmer /  Jeff Tarango hanno battuto in finale  Evgenij Kafel'nikov /  Daniel Vacek con il punteggio di 6–4, 6–7, 6–2.

### Doppio femminile
Mary Pierce /  Nataša Zvereva hanno battuto in finale  Lisa Raymond /  Rennae Stubbs con il punteggio di 6–3, 6–4.